# Kokard

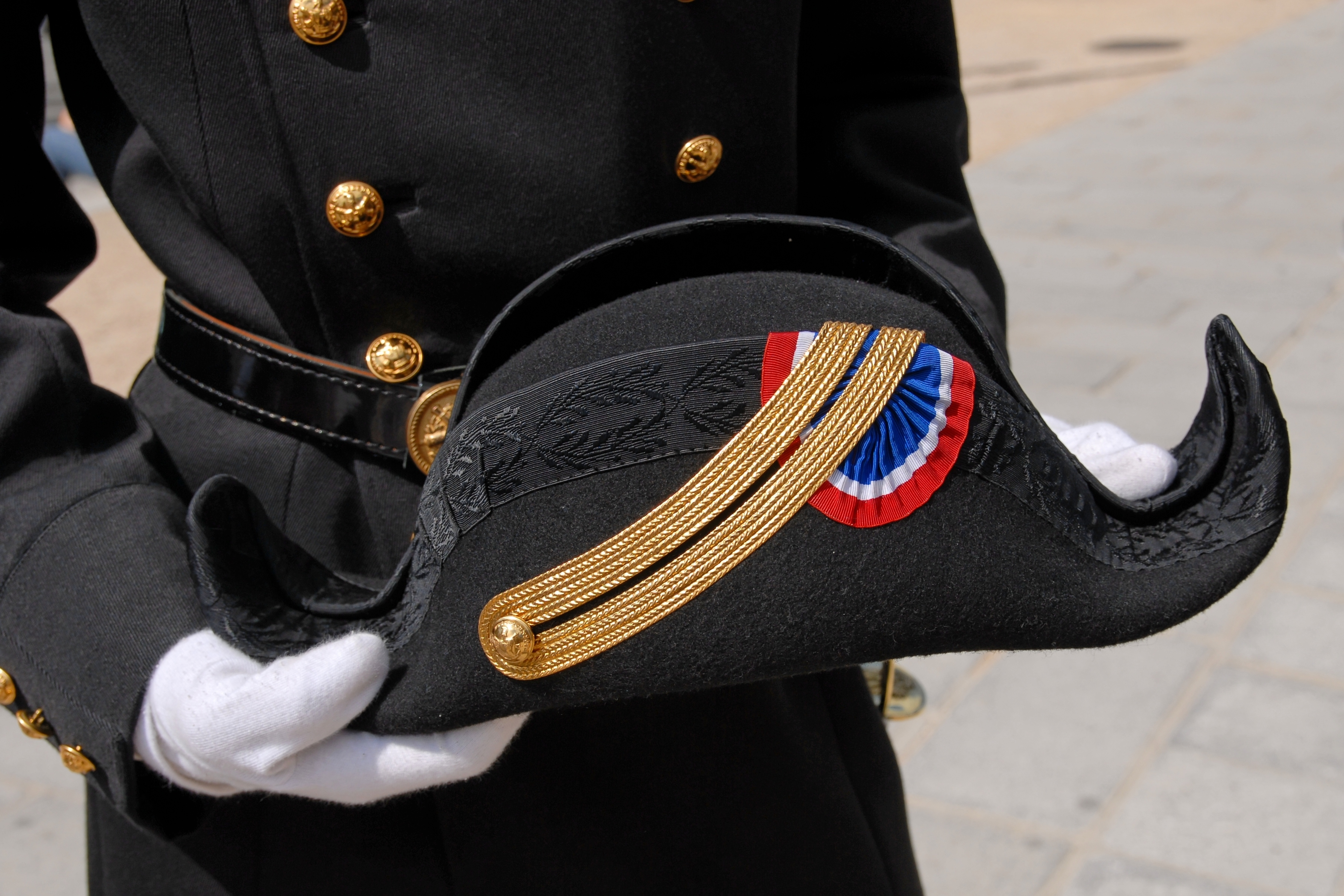
Fransk kokard fäst på en bicorne från uniformen för École polytechnique.

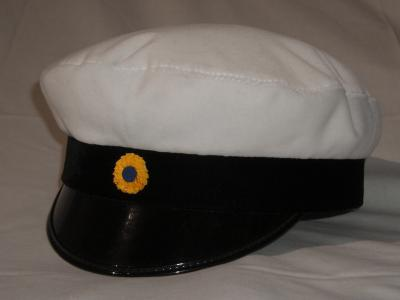
Kokard på svensk studentmössa.

Kokard är en bandrosett eller knapp, ofta i nationalfärgerna, som används som märke på huvudbonader. Kokarder började bäras redan på 1600-talet, då olika kompanier bar sina chefers färger i kokard. Under franska revolutionskrigen blev kokarden en nationell beteckning, då fransmännen införde den blå-röd-vita kokarden såväl i sin uniform som inom politiken. 

## Etymologi
Namnet kokard kommer från franskans cocarde, ursprungligen bonnet à la cocarde vilket syftade på en mössa med en tuppkamsliknande prydnad. 

## Sverige
I Sverige finns det två typer av kokarder: den militära (som är gul) och den civila (som är gul med blå mitt).
Den militära, gula kokarden har använts av officerare och underofficerare. Den återfinns idag i vissa uniformer (modell äldre), bland annat som mössmärke till mössa m/1865, och används i den moderna Fältuniform 90 som en del av ett vävt mössmärke till fältmössa m/90 och pälsmössa m/59.
För vissa regementen är kokarden i varianten med halmkrans, som är en hedersbetyglese för detta regementes framgångsrika kamp i något stort fältslag.
Den civila kokarden, införd av Karl XIV Johan användes på de hattar (bicorner) som användes av civila ämbetsmän och vid kungliga hovstaterna. Idag används den framförallt på studentmössor.
En utställningskommissarie (även kallad Kurator) kan som bevis på sin makt och värdighet bära en stor kokard på bröstet. Eventuella medhjälpare — värdar och värdinnor — kan få sin funktion signalerad genom en kokard på bröstet.
Vinnande häst eller hund i en dressyrtävling kan också behängas med en stor kokard som hedersbetygelse.